# Sillertshausen

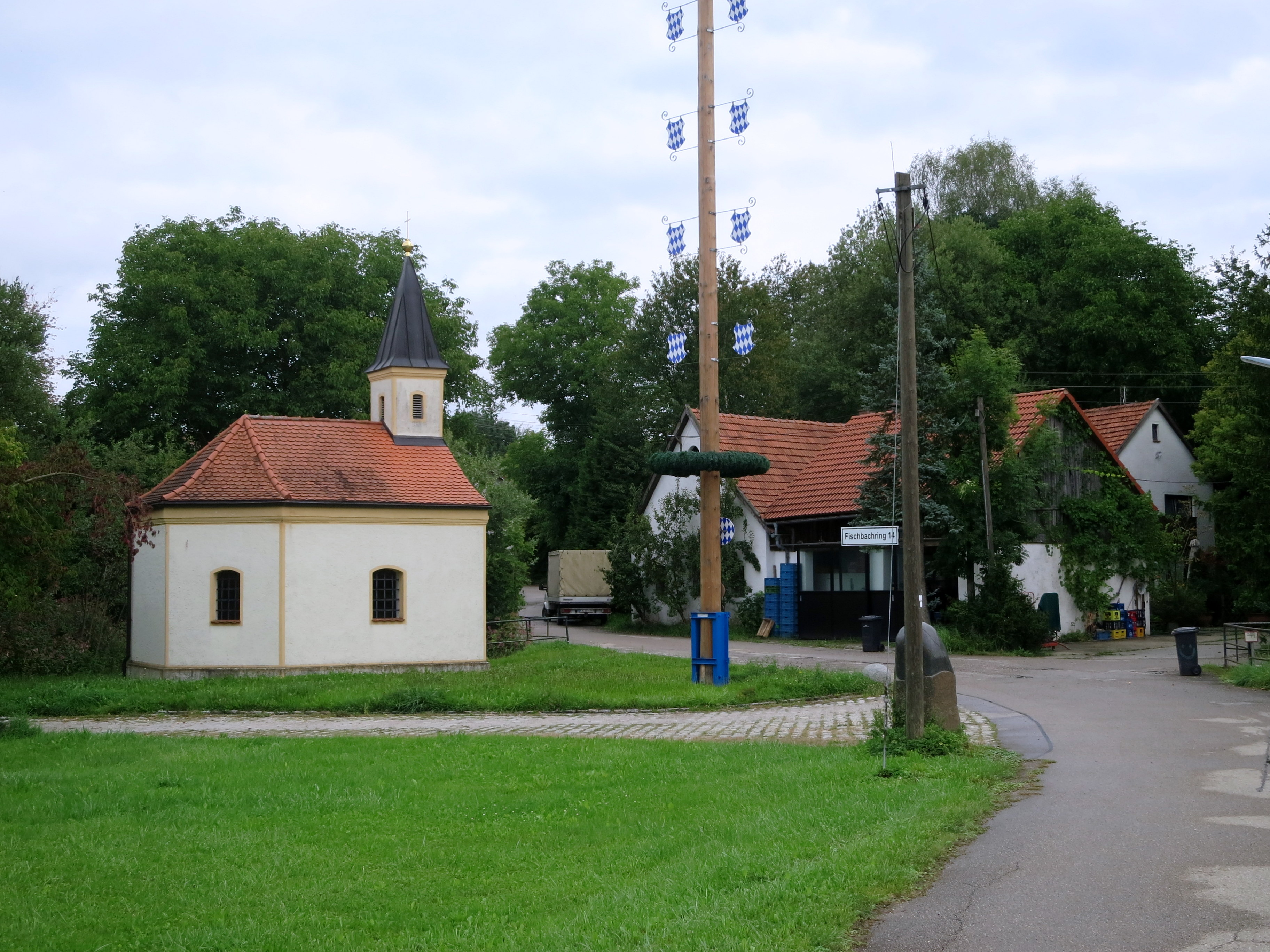
Ortskapelle in Sillertshausen

Sillertshausen  ist ein Dorf und Gemeindeteil des Marktes Au in der Hallertau im Landkreis Freising, Oberbayern.

## Geschichte
Der Ort Sillertshausen wurde bereits in der Karolingerzeit gegründet. Er wurde im Zuge der Verwaltungsreformen in Bayern 1818 eine Ruralgemeinde, die folgenden Orte umfasste:
- Aigenrüpel (1752 noch „Aigen“ genannt)
- Berging
- Gütlsdorf
- Held (Au in der Hallertau)
- Pischlsdorf
- Rannertshausen
- Roggendorf
- Sillertshausen
- Staudhausen

Bei der Volkszählung 1961 hatte die Gemeinde 292 Einwohner und 51 Wohngebäude, davon hatte das Dorf Sillertshausen 83 Einwohner in 15 Wohngebäuden.
Die Ortskapelle in Sillertshausen wurde 1835 errichtet. Im Zuge der Gemeindegebietsreform wurde Sillertshausen am 1. April 1971 nach Attenkirchen eingemeindet. Der Ort blieb schulisch und kirchlich aber bei Abens, das am 1. Mai 1978 nach Au in der Hallertau eingegliedert worden war. Nach der Landkreisreform forderten die Bewohner von Sillertshausen selbst und der Einöde Held ihre Umgliederung nach Au. Am 1. Januar 1982 wurden beide Orte mit damals etwa 40 Einwohnern in den Markt Au in der Hallertau umgegliedert. Die weiteren Orte blieben bei Attenkirchen.